# 矢矧號輕巡洋艦
矢矧（やはぎ）是日本海軍輕巡洋艦。阿賀野型輕巡洋艦3號艦。艦名以流經長野縣・岐阜縣・愛知縣的矢矧川（矢作川）命名。日本海軍的命名慣例參照日本艦船之命名慣例。

## 概要
矢矧 (音同「沈」) 號為大日本帝國海軍阿賀野級輕巡洋艦的第三號艦。艦名乃來自矢矧川（現稱矢作川）。本型輕巡洋艦乃作為水雷戰隊旗艦之用。
矢矧號於1943年12月29於佐世保海軍工廠完工，在1944年2月派至新加坡負責林加錨地的巡邏與訓練。該年五月離開新加坡，與航空母艦大鳳、瑞鶴、翔鶴以及巡洋艦妙高以及羽黑開往塔威塔威。
1944年6月13日爆發的菲律賓海海戰中，矢矧號作為驅逐艦隊的旗艦，指揮8艘驅逐艦為航空母艦護航。在1944年6月19日機動部隊的艦載機攻擊了美軍第五艦隊，但損失了大量飛機。矢矧號與驅逐艦浦風號救起了被美國潛艇擊沉的翔鶴號上的570名水兵。
從1944年6月末到7月初，矢矧號在吳港進塢改裝，於艦身中部增加了兩座三管96式25mm砲，以及13式對空與22式對海雷達。1944年7月8日矢矧號隨艦隊離開吳港回到新加坡。
1944年10月22日矢矧號作為第十戰隊旗艦（司令官：木村進少將），參加了雷伊泰灣海戰。在戰役中遭到了美軍第38特遣部隊超過250架艦載機的11次空襲。矢矧號並未受損。1944年10月25日的薩馬島海戰中矢矧號也未受損。1944年10月26日又遭到空襲，不過矢矧號依然無恙，順利返回汶萊。
在1944年第十戰隊解編，矢矧號成為第二水雷戰隊司令古村啟藏少將的旗艦，並返回日本。
1945年4月6日矢矧號參加天一號特攻，护卫大和号攻擊進攻沖繩的美軍。在1945年4月7日遭受到386架美軍艦載機的攻擊，於12時46分遭到魚雷擊中輪機室，主機停轉，失去航行能力。最後總共遭到7枚魚雷以及12枚炸彈擊中（值得一提的是，這種數量的炸彈威力比二戰中許多被擊沈的戰艦還大，如威爾斯親王號戰艦被6枚魚雷與1枚500公斤航空炸彈擊沈），驅逐艦磯風號靠近試圖救援也被擊中。矢矧號於14時05分沉沒於北緯30°47′，東經 128°08′，445人戰死。古村啟藏少將與艦長原為一大佐以及其他倖存者被驅逐艦初霜號與雪風號救起。 
矢矧號於1945年6月20日除籍。
矢矧號目前有一具艦橋用12公分望遠鏡保存於海上自衛隊江田島第一術科学校。

## 同型艦
- 阿賀野
- 能代
- 酒匂

## 歴代艦長

### 艤装員長
吉村真武 大佐（1943年10月11日就任） 

### 艦長
吉村真武 大佐（1943年12月29日就任） 
原為一 大佐（1944年12月20日就任）

## 關連項目
- 大日本帝國海軍艦艇一覽

1. ↑  為雷伊泰海戰中受損拆下修復後未裝回的裝備，戰後幾經轉手成為大阪地區露營地的景觀望遠鏡，1984年時偶然被曾任矢蚓大副的池田武邦氏尋獲